# 伊利亚·斯塔里诺夫
伊利亚·格里戈里耶维奇·斯塔里诺夫（俄语：Илья́ Григо́рьевич Ста́ринов，1900年7月20日（8月2日）—2000年11月18日），是苏联的军事领袖、游击战组织者、爆破专家。

## 生平
1900年，出生于铁路工人家庭。1936年，西班牙内战，率领游击队制造爆炸装置。1941年，苏德战争，布设反坦克和反步兵地雷。1943年，率领乌克兰游击队摧毁桥梁和铁轨。1956年，退役。2000年，去世。